# Polynema maidli
Polynema maidli är en stekelart som beskrevs av Soyka 1956. Polynema maidli ingår i släktet Polynema och familjen dvärgsteklar.
Artens utbredningsområde är Nederländerna. Inga underarter finns listade i Catalogue of Life.